# Johann Daniel Schade
Pour les articles homonymes, voir Schade.
Johann Daniel Schade, né en 1730 à Novgorod et mort le 22 juillet 1798 à Dresde, est un architecte saxon qui œuvra principalement à Dresde.

## Biographie

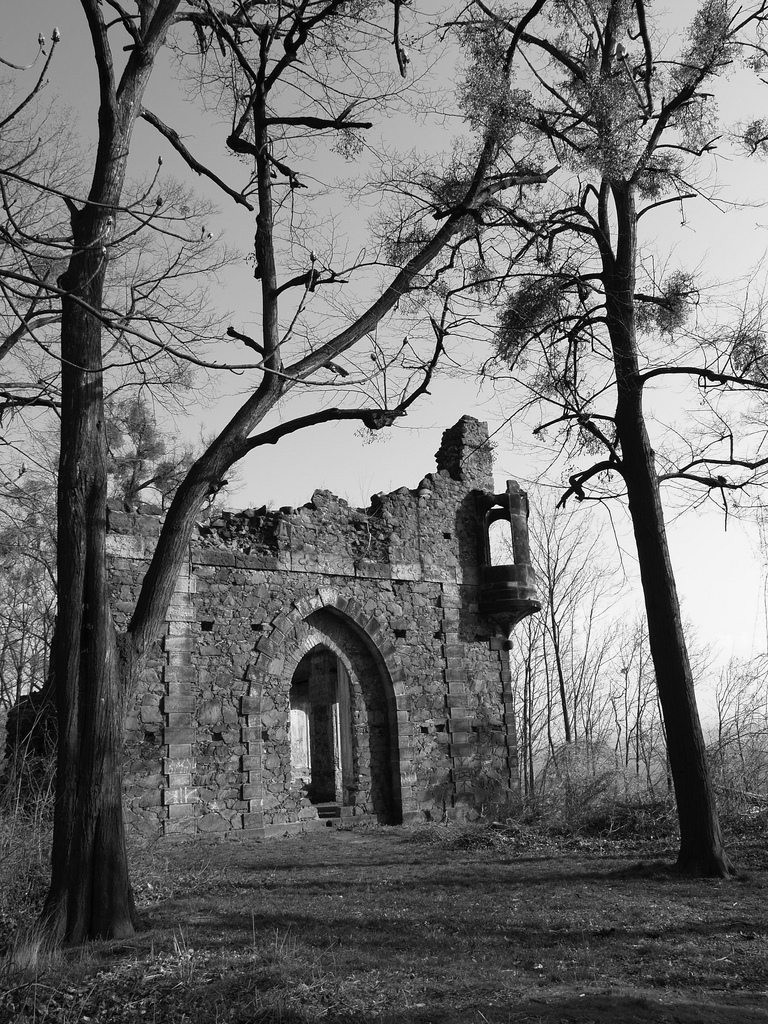
Les ruines gothiques du parc de Pillnitz

Schade fait son apprentissage auprès de Christian Friedrich Exner et de Julius Heinrich Schwarze. Il est conducteur de travaux à Dresde en 1755, selon la hiérarchie civile de l'époque. Il aménage et agrandit avec Kuntsch le palais Brühl-Marcolini, sur commande du comte Marcolini, conseiller et ami intime de l'Électeur Frédéric-Auguste. Il collabore encore avec Kuntsch entre 1782 et 1786 pour le palais Japonais de Dresde. Il crée aussi des ruines gothiques pour le parc du château de Pillnitz en 1785. Il construit après le château de la Faisanderie à Moritzburg et passe les dernières années de sa vie à l'aménagement du Zwinger.

## Source
- (de) Cet article est partiellement ou en totalité issu de l’article de Wikipédia en allemand intitulé « Johann Daniel Schade » (voir la liste des auteurs).